# Spilarctia ruficosta
Spilarctia ruficosta là một loài bướm đêm thuộc phân họ Arctiinae, họ Erebidae.